# Malaysia Athletics Federation
La Malaysia Athletics Federation (MAF) est la fédération d’athlétisme de Malaisie.
En malais son nom est Kesatuan Olahraga Malaysia. Elle organise les compétitions d’athlétisme en tant que membre de l’IAAF et de l’Association asiatique d'athlétisme. Elle a été fondée en 1913. Son ancien nom est Malaysia Amateur Athletic Union (MAAU). Elle a son siège au Stade national Bukit Jalil. 